# Rodrigo Silva
Rodrigo Souza Silva (Ipatinga, 24 november 1987) is een Braziliaans-Oost-Timorees voetballer die bij voorkeur als middenvelder speelt. In 2014 debuteerde hij in het Oost-Timorees voetbalelftal.

## Interlandcarrière
Op 12 oktober 2014 maakte Rodrigo Silva zijn debuut voor het Oost-Timorees voetbalelftal. In de ASEAN Cup-kwalificatiewedstrijd tegen Brunei speelde hij negentig minuten.
| Interlands van Rodrigo Silva voor Oost-Timor | Interlands van Rodrigo Silva voor Oost-Timor | Interlands van Rodrigo Silva voor Oost-Timor | Interlands van Rodrigo Silva voor Oost-Timor | Interlands van Rodrigo Silva voor Oost-Timor | Interlands van Rodrigo Silva voor Oost-Timor |
| №                                            | Datum                                        | Wedstrijd                                    | Uitslag                                      | Competitie                                   | Goals                                        |
| Als speler bij Emirates Club                 | Als speler bij Emirates Club                 | Als speler bij Emirates Club                 | Als speler bij Emirates Club                 | Als speler bij Emirates Club                 | Als speler bij Emirates Club                 |
| -------------------------------------------- | -------------------------------------------- | -------------------------------------------- | -------------------------------------------- | -------------------------------------------- | -------------------------------------------- |
| 1                                            | 12 oktober 2014                              | Oost-Timor – Brunei                          | 4 – 2                                        | ASEAN Cup 2014 (kwalificatie)                | 0                                            |
| 2                                            | 14 oktober 2014                              | Myanmar – Oost-Timor                         | 0 – 0                                        | ASEAN Cup 2014 (kwalificatie)                | 0                                            |
| 3                                            | 12 maart 2015                                | Oost-Timor – Mongolië                        | 4 – 1                                        | WK 2018 (kwalificatie)                       | 1                                            |
| 4                                            | 17 maart 2015                                | Mongolië – Oost-Timor                        | 0 – 1                                        | WK 2018 (kwalificatie)                       | 0                                            |
| 5                                            | 11 juni 2015                                 | Maleisië – Oost-Timor                        | 1 – 1                                        | WK 2018 (kwalificatie)                       | 0                                            |
| 6                                            | 16 juni 2015                                 | Oost-Timor – Verenigde Arabische Emiraten    | 0 – 1                                        | WK 2018 (kwalificatie)                       | 0                                            |
| 7                                            | 3 september 2015                             | Saoedi-Arabië – Oost-Timor                   | 7 – 0                                        | WK 2018 (kwalificatie)                       | 0                                            |
| 8                                            | 8 oktober 2015                               | Oost-Timor – Palestina                       | 1 – 1                                        | WK 2018 (kwalificatie)                       | 0                                            |

Bijgewerkt op 8 oktober 2015.